# Lód
Lód – stan stały wody; minerał z gromady tlenków o wzorze chemicznym H2O. Znaleziono co najmniej siedemnaście odmian tej substancji – faz termodynamicznych zależnych od ciśnienia i temperatury.
Lód występuje na Ziemi w różnych postaciach, np. lodowców, kier, opadów jak śnieg czy grad, osadów jak szron, szadź czy gołoledź oraz innych form jak sople czy firn. Lód ziemski jest włączany do hydrosfery i przynajmniej jego część bywa nazywana kriosferą. Badają go osobne działy hydrologii: kriologia oraz glacjologia. Dyscypliny o podobnych nazwach jak kriofizyka, kriogenika i krionika wykraczają poza badanie i wytwarzanie lodu. Powierzchnia lądolodów ulegała zmianom na tyle istotnym dla krajobrazu, że w dziejach Ziemi wyróżnia się fazy zlodowacenia, a czasem też epok lodowych.
Lód występuje też w Kosmosie, np. na:
- innych planetach jak Mars i lodowe olbrzymy – w Układzie Słonecznym wykryto dwa takie obiekty (Uran, Neptun);
- innych ciałach niebieskich jak planetoidy (Pluton) i komety.

Człowiek zastosował lód w różnych celach, m.in.:
- do chłodzenia żywności,
- do różnych form sportu i rekreacji – sporty zimowe są uprawiane na śniegu lub na lodzie rozumianym ściślej, jako jednolitym bloku, np. na lodowiskach i zamarzniętych zbiornikach wodnych;
- w sztukach jak łyżwiarstwo figurowe czy rzeźbiarstwo lodowe.

Czasem słowo „lód” oznacza też inne substancje, np. suchy lód to stan stały dwutlenku węgla (CO2).

## Właściwości fizyczno-chemiczne
Zamarzanie czystej wody, przy ciśnieniu atmosferycznym wynoszącym 101 325 Pa, zachodzi w temperaturze 0 °C. Przy zamarzaniu objętość lodu jest większa niż tworzącej go wody, przez co gęstość lodu jest o blisko 10% mniejsza (w temperaturze 0 °C gęstość wody wynosi 0,9998 g/cm³, a lodu – 0,9167 g/cm³). Dzięki temu lód pływa na wodzie, a zbiorniki wodne zamarzają od powierzchni w dół.
Lód jest kryształem dwójłomnym, jednak jego współczynniki załamania różnią się niewiele: wynoszą no = 1,309 i ne = 1,313 dla fali o długości około 590 nm.

## Odmiany polimorficzne lodu

Diagram fazowy wody w zakresie umiarkowanych ciśnień

W dużym zakresie ciśnień można wyróżnić co najmniej osiemnaście odmian polimorficznych lodu, oznaczanych symbolicznie cyframi rzymskimi. Poniższa lista omawia niektóre z nich:
- Ih – najbardziej powszechna, występująca w warunkach ziemskich; ułożenie atomów w przestrzeni odpowiada heksagonalnej sieci krystalicznej trydymitu
- Ic – metastabilna odmiana regularna, powstaje podczas szybkiej resublimacji pary wodnej na zimnych powierzchniach (od -190 do -130 °C); struktura odpowiada krystobalitowi.
- II – odmiana trygonalna, powstająca z lodu-I przy temperaturze 198 K i ciśnieniu 300 MPa. Prawdopodobnie obecna we wnętrzu największych księżyców lodowych, jak Ganimedes.
- III – ma strukturę podobną do tetragonalnej, syntetycznej odmiany dwutlenku krzemu zwanej keatytem. Najmniej gęsta z odmian wysokociśnieniowych, lecz gęstsza od wody.
- VII – tzw. lód gorący (niewidoczny na diagramie obok) występuje w jeszcze bardziej ekstremalnych warunkach; pod ciśnieniem 39 tys. atm. (3900 MPa) w temperaturze 192 °C ma gęstość 1,5 g/cm³; podejrzewa się, że występuje w głębi tzw. gorących neptunów – klasy planet pozasłonecznych o rozmiarach Neptuna.
- IX – tetragonalna odmiana lodu, stabilna w wąskim, pośrednim zakresie ciśnień (około 200 – 400 MPa) i niskiej temperaturze (poniżej -100 °C).

## Tworzenie się lodu
Tworzenie się lodu można zaobserwować w różnych miejscach i pod różnymi postaciami:
- z atmosfery lód spada zwykle w formie krystalicznej, na przykład w postaci igieł lodowych, krupy czy gradu;
- na powierzchni ziemi tworzy się przez zamarzanie wody na gruncie, na przykład w postaci: gołoledzi, ślizgawicy czy podczas przymrozku przygruntowego. Ponadto powstaje także poprzez zamarzanie zbiorników wodnych. Tereny leżące w cieniu lasów czy gór to miejsca szczególnie podatne na powstawanie lodu. Są nimi na przykład drogi prowadzące przez lasy, również atak wiatru może spowodować oblodzenie. Zależność tego zjawiska zależy od pory roku i szerokości geograficznej;
- lód na morzu, w miarę obniżania się temperatury wody, przyjmuje coraz trwalsze formy, aż do powstania zwartej pokrywy lodowej. W czasie wiatru i silnych fal obserwuje się pękanie pokrywy lodowej oraz tworzenie kry i ławic lodu. Podczas topnienia lodu na zamarzniętych zbiornikach wodnych jego pękanie wywołuje powstawanie dryfującej kry;
  - w okolicach podbiegunowych zamarznięta woda tworzy góry lodowe. Niektóre z nich osiągają olbrzymie rozmiary. Rekordowa pod względem wielkości góra lodowa została odkryta w 1956 roku na południowym Pacyfiku. Jej powierzchnia miała ponad 31 000 km² – co stanowi około 1/10 powierzchni Polski. Ze względu na niewielką różnicę gęstości morskiej wody i lodu, 90% objętości góry lodowej znajduje się pod powierzchnią wody.

## Śliskość
Do niedawna śliskość lodu przypisywano malejącej temperaturze jego topnienia pod wpływem ciśnienia, powstałego w wyniku nacisku na powierzchnię lodu, co miało sprawiać jego topnienie na powierzchni i powstanie płynnej warstwy poślizgowej. Łatwo wykazać fałszywość lub niepełność tej koncepcji, gdyż spadek temperatury topnienia przy wzroście ciśnienia jest niewielki i już w temperaturze kilku stopni poniżej zera lód nie powinien być śliski. Nadal nie jest całkowicie jasne, dlaczego lód jest śliski, choć wiadomo, że cząsteczki lodu znajdujące się na jego wierzchniej są słabiej związane z pozostałymi cząsteczkami, prawdopodobnie na skutek oddziaływania z cząsteczkami powietrza.

## Inne właściwości
- Przeważnie lód posypywany solą topnieje, gdyż cząsteczki soli tworzą roztwór wodny, którego temperatura zamarzania jest znacznie niższa niż temperatura zamarzania wody.
- Kolor lodu zależy od tego, jak szybko powstał i od ilości zawartego w nim powietrza. O kolorze lodu decyduje również jego grubość. Drobne kryształki lodu są białe, ponieważ odbijają światło o wszystkich długościach fal. Cienka płaska warstwa lodu w znacznym stopniu przepuszcza światło i dlatego jest przezroczysta. Lód lodowcowy może mieć biały kolor, ale w grubej warstwie pęcherzyki powietrza zostają z niego usunięte i zamienia się on w niebieski lód lodowcowy, uwidaczniając naturalną barwę tej substancji.

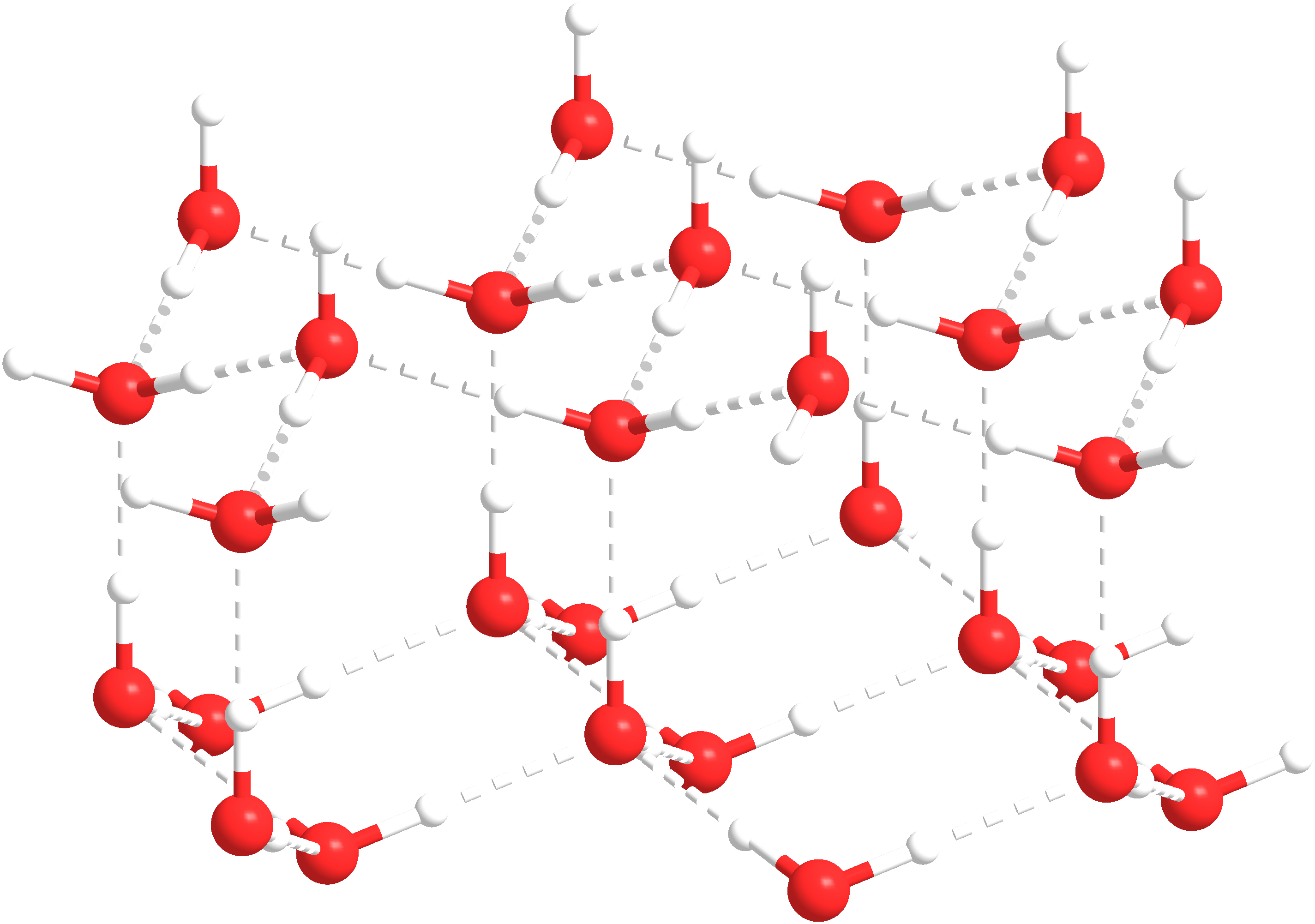
Budowa kryształu, linie przerywane to wiązania wodorowe
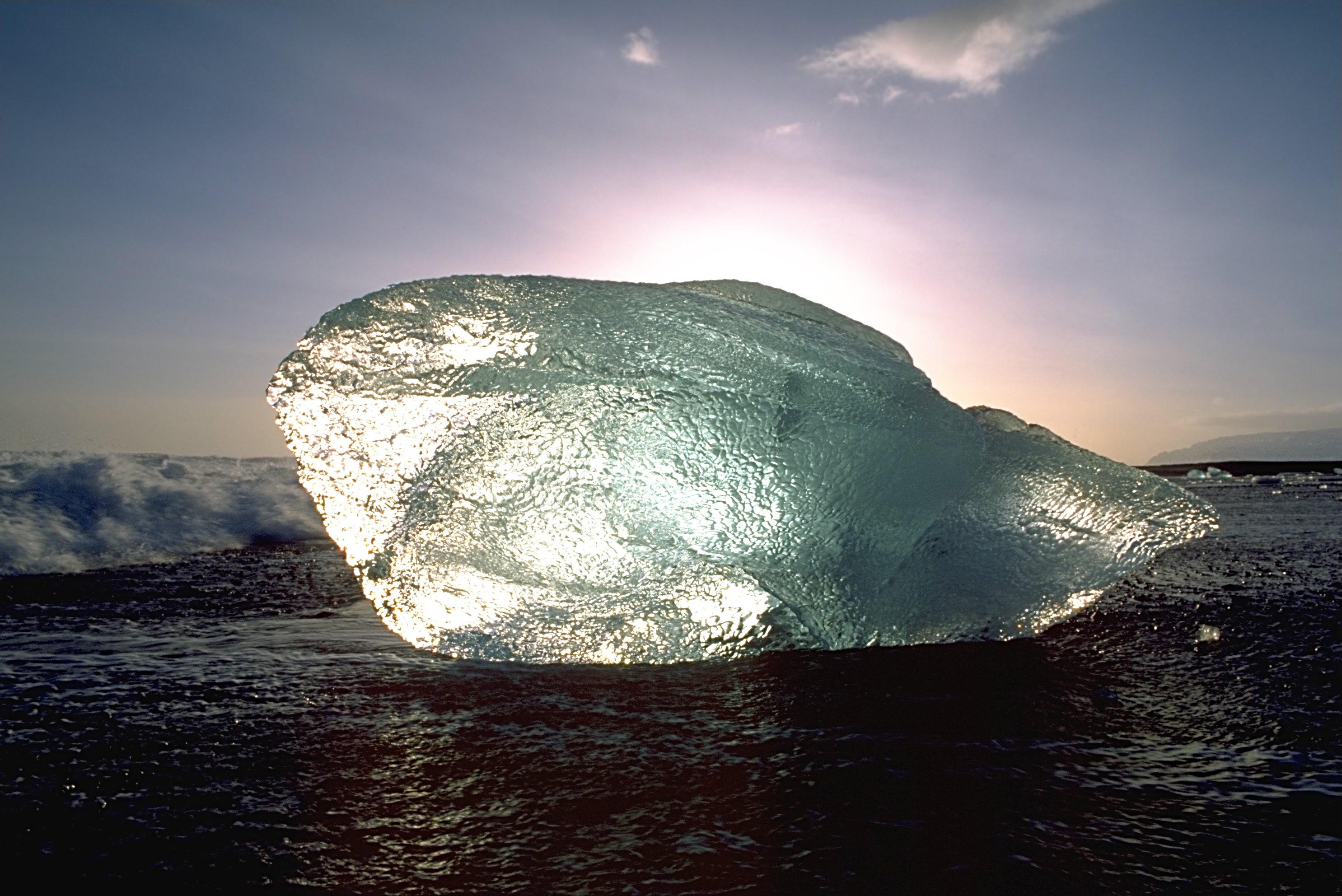
Naturalna czterotonowa bryła lodu na plaży na Islandii
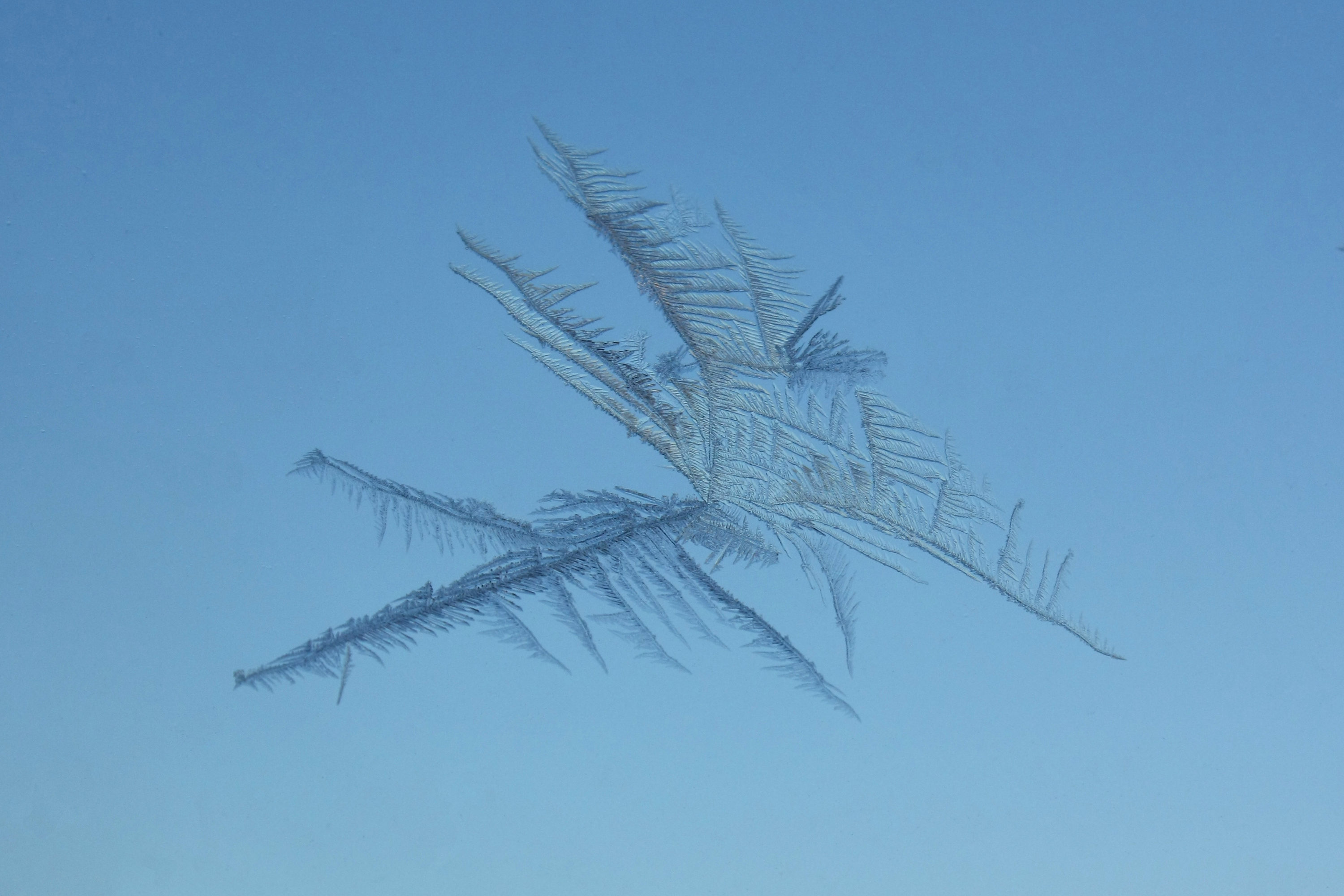
Kryształ lodu
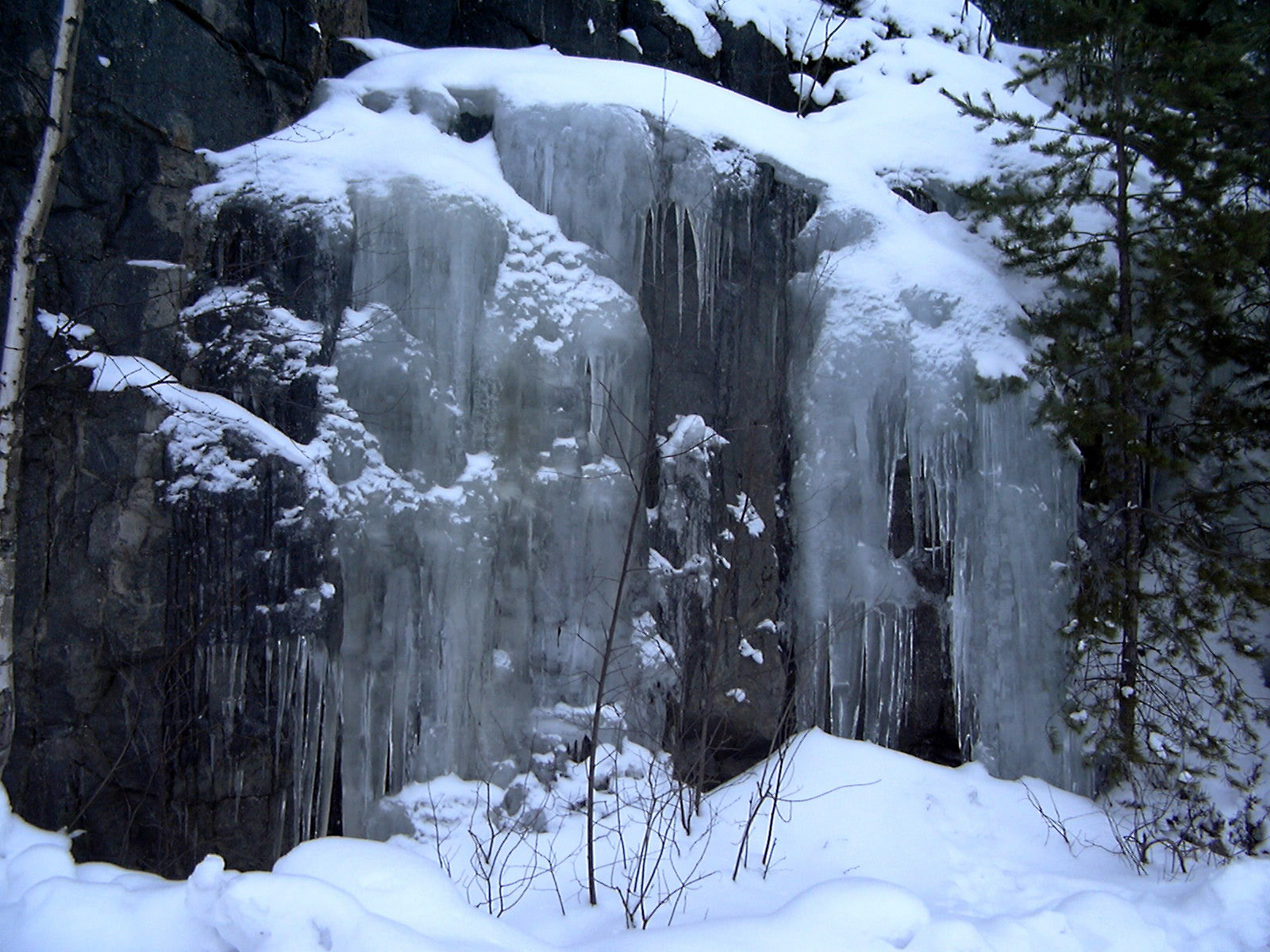
Lodospad
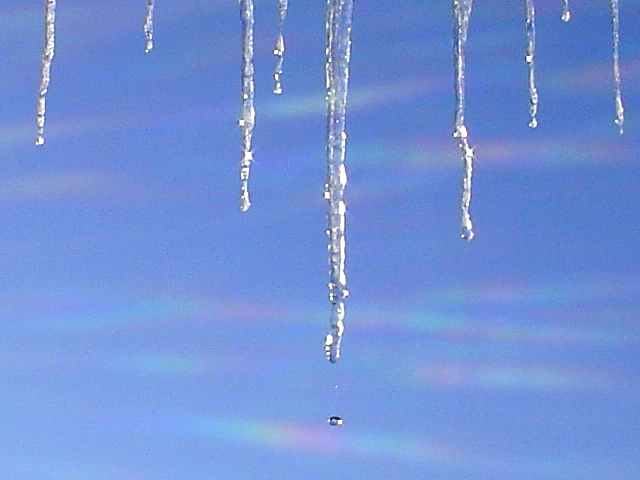
Sople lodowe
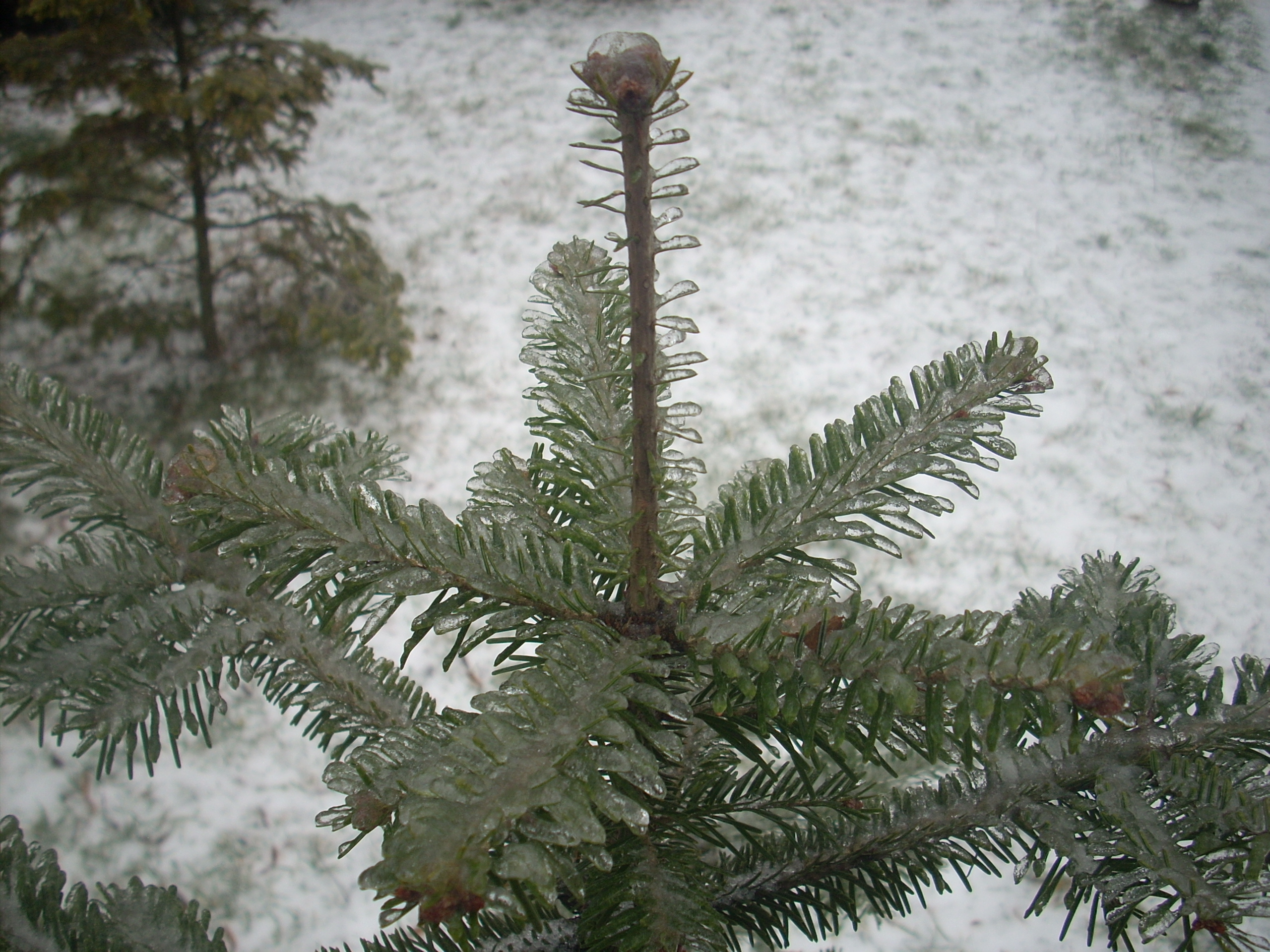
Lód pokrywający drzewko iglaste po marznącym deszczu
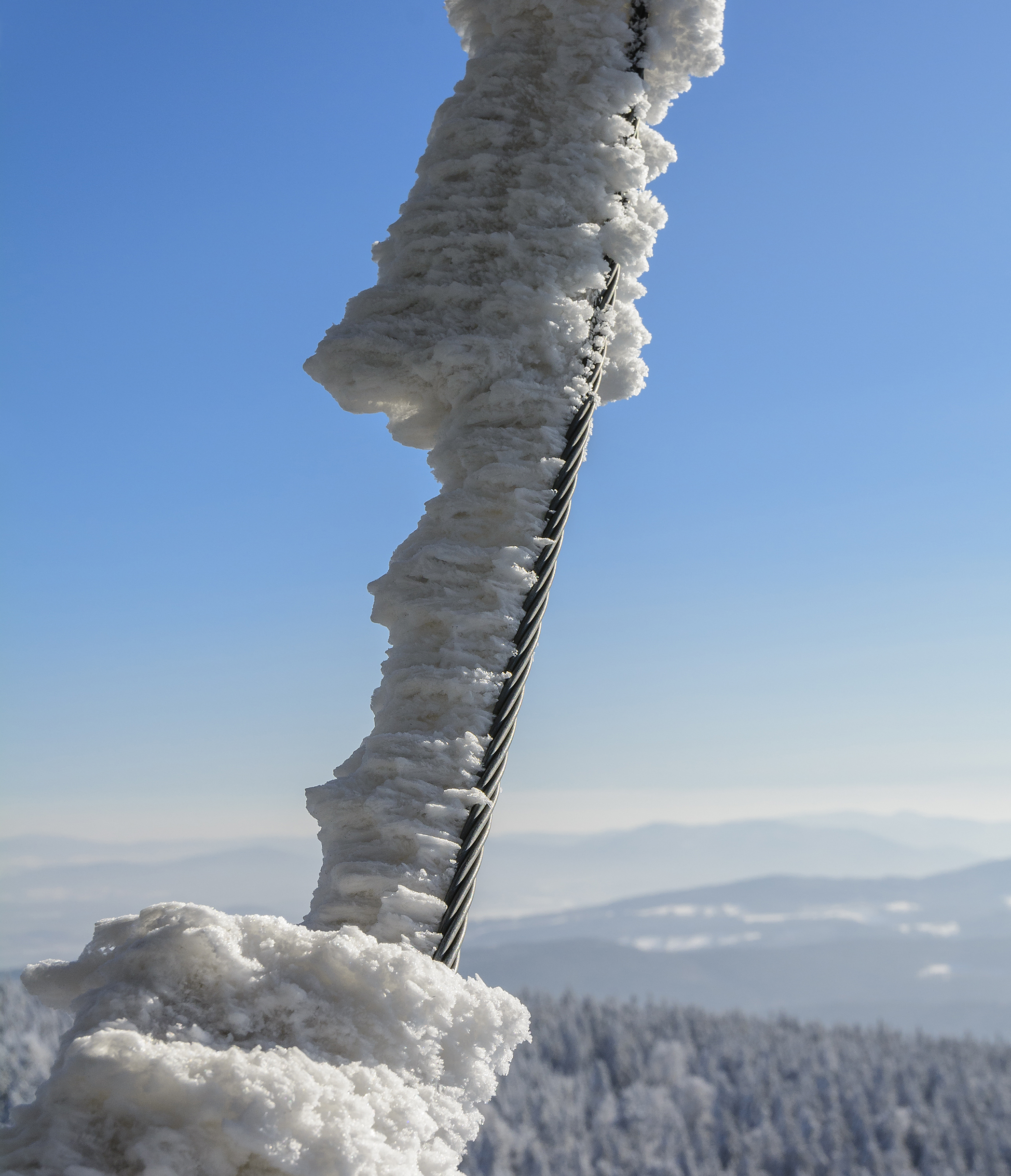
Oblodzona konstrukcja wieży widokowej na Borówkowej